# Édouard de Pierpont de Rivière
Édouard de Pierpont de Rivière, né à Namur le 30 janvier 1871 et mort à Rivière le 28 août 1946, est un homme politique belge.

## Biographie
Édouard de Pierpont est le fils de  Xavier de Pierpont et de Marie de Spandl. Marié à Marie-Louise de Meeûs d'Argenteuil, il est le beau-père de Pierre van Eyll, de Jules de Montpellier d'Annevoie et de Thierry de Hemptinne.

## Fonctions et mandats
- Bourgmestre de Rivière : 1902-
- Conseiller provincial de Namur : 1904-1925
- Député permanent de Namur : 1918-1925
- Président de l'Alliance nationale des Mutualités chrétiennes : 1906-1921
- Président de la Société archéologique de Namur :  1907-1946
- Membre de la Chambre des représentants de Belgique : 1924-1936

## Publications
- Pensions de vieillesse. La caisse de retraite sous la garantie de l'Etat, règlement organique. Loi du 10 mai 1900, concernant les pensions de vieillesse. Commentaires, Namur, 1902

## Sources
- Adolphe HARDY, Edouard de Pierpont et les mutualités, in: La Libre Belgique, 18/06/1928.
- Paul VAN MOLLE, Het Belgisch Parlement, 1894-1972, Antwerpen, 1972.
- Emmanuel GERARD, De christelijke arbeidersbeweging in België 1891-1991, Leuven.

- Ressource relative à plusieurs domaines :   - ODIS